# Bahnstrecke Eutin–Neustadt
| Streckennummer (DB): | 1023                    |                                   |                              |
| Kursbuchstrecke (DB): | 146 (1982)              |                                   |                              |
| Kursbuchstrecke: | 103c (1934) 114h (1946) |                                   |                              |
| Streckenlänge: | 16,3 km                 |                                   |                              |
| Spurweite: | 1435 mm (Normalspur)    |                                   |                              |
| |                         |                                   |                              |
| \| \| \| von Kiel Hbf \| \| \| \| 47,744 \| Eutin \| 38 m \| \| \| 48,227 \| nach Bad Schwartau \| nach Bad Schwartau \| \| \| \| Anschluss Oberst-Herrmann-Kaserne \| \| \| \| 53,530 \| Röbel \| Röbel \| \| \| 55,490 \| Bujendorf \| Bujendorf \| \| \| 59,000 \| Oevelgönne \| Oevelgönne \| \| \| \| von Lübeck Hbf \| \| \| \| 62,020 \| Neustadt (Holst) Gbf \| 10 m \| \| \| \| nach Puttgarden \| \| \| \| \| von Heiligenhafen (bis 1960) \| \| \| \| 63,299 \| Neustadt (Holst) (ehem. Bf) \| 4 m \| \| \| \| \| \| \| Quellen: [1][2][3] \| \| \| \| |                         |                                   |                              |
| Strecke |                         | von Kiel Hbf                      | von Kiel Hbf                 |
| Bahnhof | 47,744                  | Eutin                             | 38 m                         |
| Abzweig geradeaus und nach rechts | 48,227                  | nach Bad Schwartau                | nach Bad Schwartau           |
| |                         | Anschluss Oberst-Herrmann-Kaserne |                              |
| Haltepunkt / Haltestelle (Strecke außer Betrieb) | 53,530                  | Röbel                             | Röbel                        |
| Bahnhof (Strecke außer Betrieb) | 55,490                  | Bujendorf                         | Bujendorf                    |
| Haltepunkt / Haltestelle (Strecke außer Betrieb) | 59,000                  | Oevelgönne                        | Oevelgönne                   |
| Abzweig ehemals geradeaus und von rechts |                         | von Lübeck Hbf                    | von Lübeck Hbf               |
| Dienststation / Betriebs- oder Güterbahnhof | 62,020                  | Neustadt (Holst) Gbf              | 10 m                         |
| Abzweig geradeaus und nach links |                         | nach Puttgarden                   | nach Puttgarden              |
| Abzweig geradeaus und ehemals von links |                         | von Heiligenhafen (bis 1960)      | von Heiligenhafen (bis 1960) |
| Haltepunkt / Haltestelle Streckenende | 63,299                  | Neustadt (Holst) (ehem. Bf)       | 4 m                          |
| |                         |                                   |                              |
| Quellen: |                         |                                   |                              |

Die Bahnstrecke Eutin–Neustadt war eine eingleisige, nicht elektrifizierte Nebenbahn, die die Städte Eutin und Neustadt in Holstein verband.

## Geographie

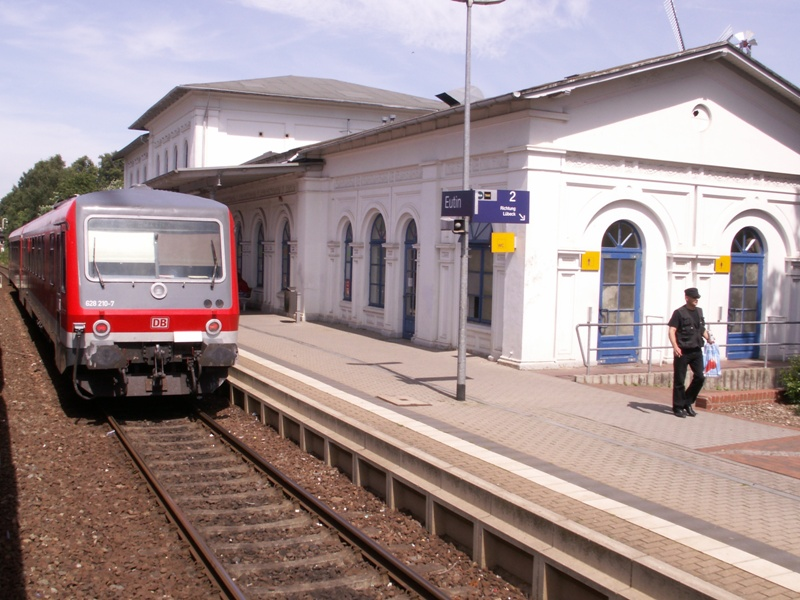
Bahnhof Eutin

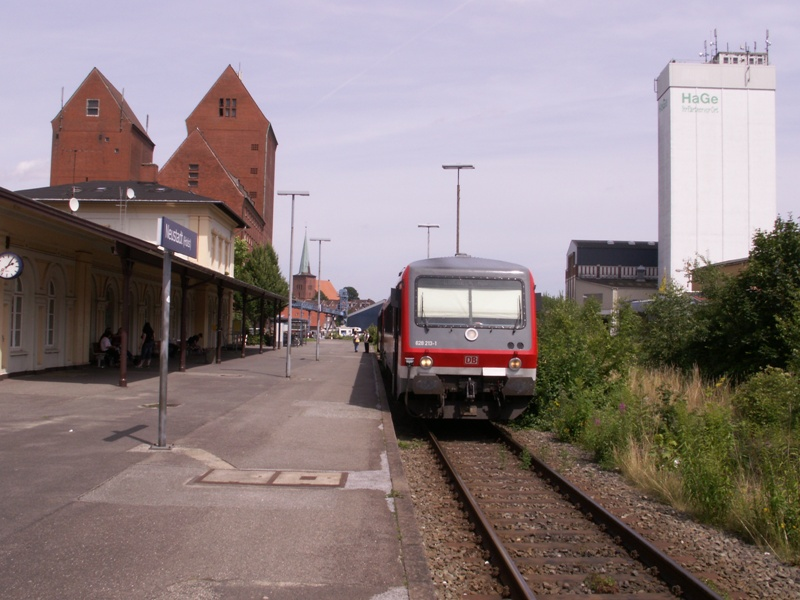
Bahnhof Neustadt (Holst)

Die Strecke verlief durch die Endmoränenlandschaft Ostholsteins. Sie verband die Kreisstadt Eutin mit der an der Ostsee gelegenen Hafenstadt Neustadt.
Dabei gab es drei Unterwegshalte: Röbel, Bujendorf und Oevelgönne. Davon verfügte lediglich Bujendorf über ein massives Bahnhofsgebäude. Röbel besaß nur einen einfachen Haltepunkt, gleiches gilt für den erst nach dem Zweiten Weltkrieg eingerichteten Haltepunkt Oevelgönne. Alle drei Zwischenstationen lagen recht weit abseits der Ortskerne.
Die Kilometrierung erfolgte durchgehend von Kiel (km 0) über Eutin (km 47). Noch heute ist der Abschnitt von Neustadt (Holst) Gbf (km 62) nach Neustadt (Holst) Pbf (km 63) von Kiel aus kilometriert.
Die Strecke war Teil der Ost-West-Achse Neustadt–Neumünster–Büsum, die aus fünf Strecken bestand.

## Geschichte
Die Strecke wurde am 31. Mai 1866 als Teil der Bahnstrecke Neumünster–Neustadt eröffnet. Betreiber war die Altona-Kieler Eisenbahn-Gesellschaft, die 1884 verstaatlicht wurde.
In den 1970er Jahren wurde die Strecke im Personenverkehr von einem Eilzugpaar der Relation Heide–Neumünster–Neustadt sowie etwa sechs Personenzugpaaren bedient. Der Eilzug hielt zwischen Eutin und Neustadt nur in Bujendorf. Seine Fahrzeit betrug 19 Minuten, während die Personenzüge rund 22 Minuten brauchten. Als Triebfahrzeuge wurden vor allem die Baureihen 515 und 798 eingesetzt, aber es gab auch lokbespannte Züge.
Etwa 1976 gab es ein Schnellzug-Paar Kiel–Puttgarden, das die Strecke im Sommer befuhr. Es blieb bei diesem Versuch. Noch 1980 befuhren TEEM-Züge der Relation Hamburg-Eidelstedt–Neumünster–Eutin–Neustadt–Puttgarden planmäßig die Strecke.
Schließlich wurden noch im Oktober 1981 Fernzüge der Vogelfluglinie über die Strecke umgeleitet. Am 22. Mai 1982 wurde jedoch der Personenverkehr eingestellt. Der Güterverkehr folgte am 31. Dezember 1982 (nach anderen Quellen am 30. Dezember 1983 oder 3. Juni 1984).
Die Gleise wurden in den Jahren 1984/85 abgebaut. Lediglich im Stadtgebiet von Eutin blieb das Gleis bis zu einer Panzerverladeanlage der örtlichen Bundeswehrkaserne erhalten. Dieser Gleisanschluss wurde 2024 grundlegend saniert.